# سيرجيو بييثير
سيرجيو بييثير (بالإسبانية: Sergio Pellicer García)‏ هو لاعب كرة قدم إسباني في مركز الدفاع، ولد في 9 سبتمبر 1973 في نوليس في إسبانيا. لعب مع نادي مالقا.